# Martin (Slovakiet)
Martin (tysk: Turz-Sankt-Martin, ungarsk: Turócszentmárton) er en by i Slovakiet med et areal på 67,7 km² og en befolkning på omkring 60.000 indbyggere (2006). Den er beliggende cirka 30 km nord for Banská Bystrica og cirka 40 km fra grænsen til Tjekkiet og Polen.

## Eksterne links
- Wikimedia Commons har flere filer relateret til Martin (Slovakiet)